# SHIROYAMA HOTEL kagoshima
SHIROYAMA HOTEL kagoshima（城山ホテル鹿児島、しろやまホテルかごしま）は、鹿児島県鹿児島市新照院町にあるシティホテル。城山観光株式会社が運営する。

## 概要
鹿児島市の城山に位置するシティホテルである。全365室の客室、展望露天温泉、レストラン、宴会場などを擁する。高台に位置し、桜島、鹿児島市街地、錦江湾が一望できる。

## 沿革
創業者の保直次（徳之島出身）は、1948年（昭和23年）に天文館で森永キャンデーストアを開業した。1954年（昭和29年）、森永会館として280台のパチンコ店を開業。その後、1961年（昭和36年）に城山観光株式会社を設立した。城山観光は飲食・娯楽業を手掛けていたが、1963年（昭和38年）に「城山観光ホテル」を開業。城山観光グループが創業70周年を迎える2018年（平成30年）、創業記念日である5月8日に現在のホテル名に改称した。座右の銘は、夢を見、夢を追い、夢を食う。である。

### 年表
- 1963年（昭和38年）-「城山観光ホテル」開業（全63室）。
- 1975年（昭和50年）- 新館（全502室）を増築。
- 1972年（昭和47年）- 第27回国民体育大会に出席するために来県した天皇、皇后の御座所となる[3]。
- 2000年（平成12年）- ホテル全面改装。客室数が365室になる。
- 2015年（平成27年）4月1日 - オークラ ホテルズ & リゾーツに加盟[4]。
- 2016年（平成28年）5月12・13日 - 第74期将棋名人戦七番勝負第3局（羽生善治名人対佐藤天彦八段）開催。
- 2018年（平成30年）
  - 5月8日 - ホテル名を「SHIROYAMA HOTEL kagoshima」に変更[1][2]。ホテル名称リニューアルセレモニーを実施[5]。
  - 10月1日 - 館内の宴会場・レストランの名称を変更[6]。
- 2023年（令和5年）- 特別国民体育大会に出席するために来県した天皇、皇后の御座所となる。
- 2025年（令和7年）8月26・27日 - 第50期名人戦七番勝負第1局（一力遼名人対芝野虎丸十段）開催予定。

## アクセス
- 鉄道
  - 九州旅客鉄道（JR九州）鹿児島中央駅（中央ターミナル）より、シャトルバス（約35分）。
- 自動車
  - 九州自動車道 鹿児島北インターチェンジより、約10分。